# Thimphu Tshechu

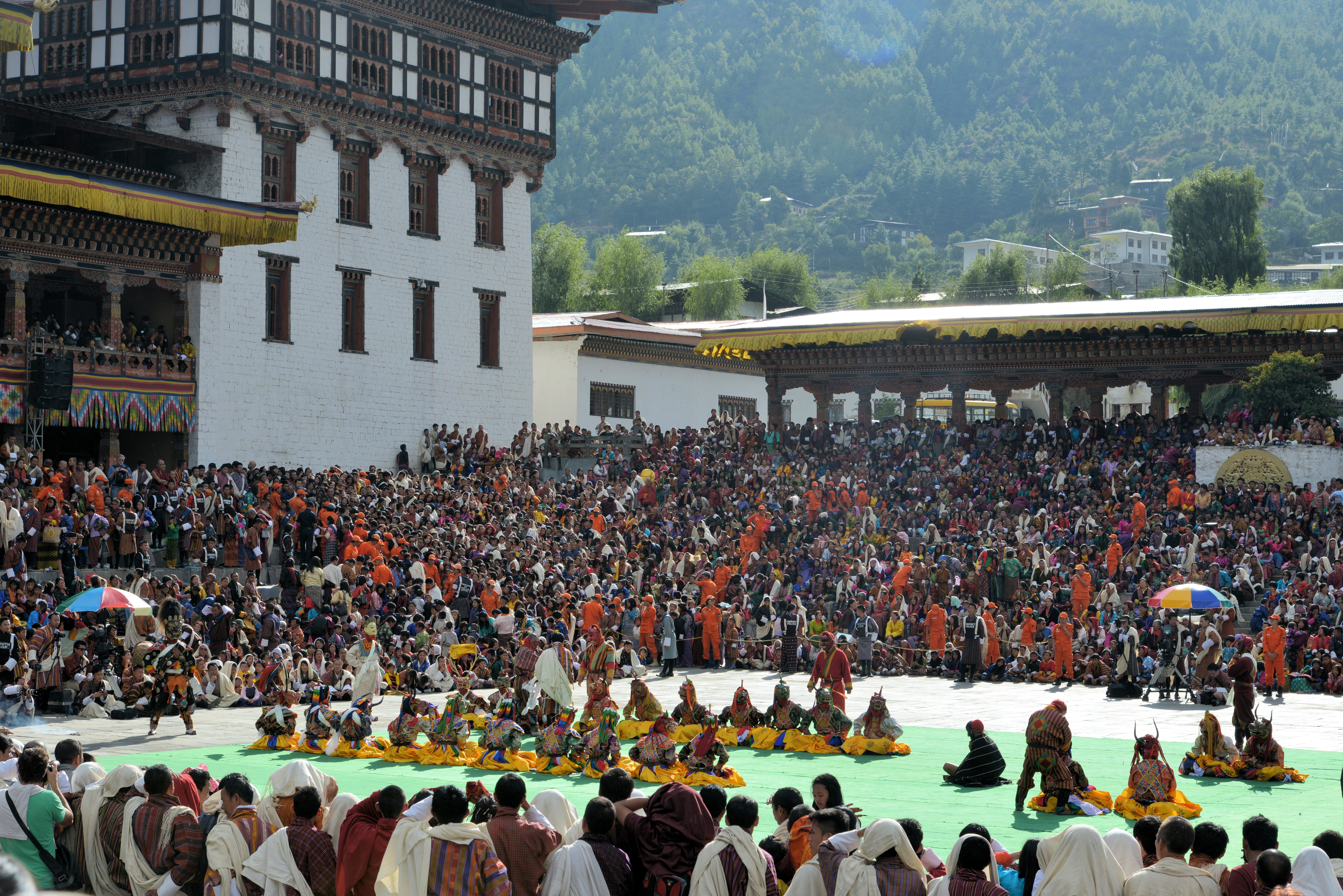
Festiwal Thimphu Tshechu w 2014

Thimphu Tshechu – festiwal, głównie teatralno-taneczny, odbywający się corocznie w stolicy Bhutanu – Thimphu, na terenie klasztoru Tashichho Dzong, na cześć mahasiddhy Padmasambhavy. Festiwal trwa trzy dni, poczynając od dziesiątego dnia ósmego miesiąca kalendarza księżycowego. Oprócz oddawania chwały Padmasambhavie tańce mają na celu ujarzmienie zła, powstrzymanie agresji złych duchów, ochronę przed nimi, a także oczyszczenie duchowe.
Festiwal został zapoczątkowany przez czwartego druk desiego Tenzina Rabgje w 1867. Początkowo była to niewielka uroczystość, podczas której mnisi buddyjscy wykonywali kilka tańców. Były to: Zhana i Zhana Nga, Durdag oraz Tungam. Festiwal zmienił się w 1950. Wtedy trzeci król Bhutanu Jigme Dorji Wangchuck wprowadził tańce z maskami, m.in.: Guru Tshengye i Shaw Shachi. Ważną rolę podczas ceremonii spełniają Aćarja, którzy chronią przed złymi duchami. Aktualnie Aćarja odgrywają również krótkie przedstawienia propagujące dbanie o zdrowie i zwiększające świadomość społeczną. Dla rolniczej ludności Bhutanu festiwal jest okazją do odpoczynku, świętowania, modlitwy z prośbą o zdrowie i pomyślność, a także do otrzymania błogosławieństwa.
Trzy dni przed Thimphu Tshechu obchodzony jest Thimphu Dromchoe poświęcony Palden Lhamo – patronce Tybetu. Został zapoczątkowany w 1710 przez Kuengę Gyeltshena uznanego za ponowne wcielenie Jampela Dorji, syna Ngawanga Namgyala – twórcy państwa bhutańskiego. Według legendy tańcząca bogini Palden Lhamo miała się ukazać Kuendze Gyeltshenowi podczas medytacji i zainspirować go do organizacji uroczystości.